# Queilite actínica
A Queilite Actínica é uma lesão pré-maligna que acomete principalmente o lábio inferior (pela localização mais propicia a incidência de raios ultravioleta) de indivíduos do gênero masculino com uma média de 50 anos de idade (pela decorrência do tempo de exposição aos raios).  O diagnóstico precoce destas lesões e intervenção em estágios precoces constituem chaves para redução da mortalidade e morbidade. Como lesão pré-maligna, com a finalidade de prever o risco de transformação maligna, há muitas pesquisas que analisam o uso de marcadores imunohistoquímicos para predizer o comportamento biológico da lesão. Dentre eles, pode-se citar a proteína pró-apoptótica p53, a antiapoptótica bcl-2 e o marcador de proliferação celular Ki-67 15,16. Os resultados apontam que o aumento da expressão da p53 poderia ser utilizado como preditor de transformação maligna.

## Etiopatogenia
É uma doença que tem como principal fator etiológico os raios ultravioleta. A exposição crônica ao sol é apontada como o principal agente etiológico, tanto para a queilite actínica (pré-maligna) como para o carcinoma epidermóide do lábio (maligna), afetando mais indivíduos do sexo masculino (por seus hábitos de maior exposição aos raios ultravioleta –doença conhecida também como “Lábio do agricultor” ou “Lábio do marinheiro”) e de pele clara (por apresentar menor quantidade de melanina que serve como proteção). O fumo também é um fator relacionado à sua etiopatogenia.

## Manifestações clínicas
Clinicamente há presença de áreas leucoplásicas (caracteriza as lesões brancas idiopáticas que acomete a mucosa bucal), presença de fissuras, ressecamento, aspereza e descamação, ainda pode apresentar áreas atróficas ou vesiculares o que torna o diagnóstico clínico relativamente fácil e característico, contudo é a biopsia incisional que dará o diagnóstico definitivo e o grau de modificações celulares.

## Histopatologia
Histologicamente, a queilite actínica é caracterizada por alterações crônicas e lesões epiteliais irreversíveis que vão desde atrofia epitelial ou hiperqueratose em estádios iniciais, até displasias que podem ser classificadas como leve, moderada ou severa é normalmente caracterizada ainda por um epitélio escamoso estratificado atrófico, frequentemente apresentando acentuada produção de queratina (tornando-se hiperqueratinizado), O tecido conjuntivo subepitelial apresenta-se em degeneração hialina chamada de elastose solar, onde há desidratação das fibras elásticas com formação de material amorfo, acelular, basofílico na lâmina própria; além da presença de um infiltrado linfoplasmocitário. 

## Tratamento
Pacientes com queilite actínica podem ser tratados através de diferentes técnicas, dentre elas; tratamentos alternativos, como: a ablação com laser de CO2; além da vermelhonectomia (remoção cirúrgica do vermelhão do lábio inferior). Os pacientes devem ser acompanhados por longos períodos quaisquer que tenham sido as medidas terapêuticas utilizadas, sendo ainda recomendável medidas preventivas que visam atenuar exposições solares futuras, como o uso de protetores labiais com bloqueadores de raios ultravioleta, uso de bonés e diminuição no tempo de exposição ao sol em horários críticos devem ser seguidas.

## Transição para malignidade
As lesões cancerizáveis podem manter-se estáveis, regredir ou ainda sofrer transformações neoplásicas. A transição de uma doença pré-maligna (Queilite actínica) para uma maligna (carcinoma), requer um conjunto de fatores (atividades metastáticas). A célula precisa acumular mutações –diferentes- geralmente relacionadas a genes reguladores da replicação e genes inibidores ou indutores de apoptose (morte programada da célula). A destruição da E-caderina que é a proteína que une as células, resulta na descamação das células e consequente invasão das células neoplásicas para o conjuntivo. Os raios UV induzem a mutação no DNA, essa mutação, não corrigida pode ao longo da replicação gerar também outros erros que não vão ser corrigidos, e assim a célula fica totalmente aplásica (perde a diferenciação). Sua malignização chega a 17% dos casos, ocasionando carcinomas de progressão lenta e metástases tardias. O cirurgião-dentista deve estar informado e atento para as lesões potencialmente malignas, no que diz respeito ao diagnóstico precoce, sendo um diferencial na promoção da saúde, gerando prognóstico favorável para os pacientes com risco de câncer bucal. A proservação para os pacientes portadores ou com história de lesão malignizante, independente da lesão, é obrigatória e devem ser realizados frequentemente para avaliar recidiva das lesões e, se necessário, nova intervenção cirúrgico-terapêutica.

## Livros e Referências
ARAÚJO, C. P.; BARROS, A. C.; LIMA, A. A. S.; AZEVEDO, R. A.; RAMALHO, L.; SANTOS, J. N. R. Estudo histológico e histoquímico da elastose solar em lesões de queilite actínica. Ci. méd. biol., v.6, n.2, p. 152-159, 2007.
MIRANDA, A. M. O. Prevalência da queilite actínica em uma população brasileira. Universidade do Grande Rio “Prof. José De Souza Herdy”, Unigranrio [dissertação de mestrado], Duque de Caxias, 2009. 32f.
VÉO, P. C. R.; FARIAS, R. E.; STEHLING, R. S. S.; URBANO, E. S. Tratamento cirúrgico da queilose actínica. RGO, Rev. gaúch. odontol. (Online), v. 58, n. 3, 2010.
PERES, F. F. G. Estudo clínico-histológico da quelite actínica crônica tratada por dois protocolos de laser de co2 de baixa morbidade. Universidade Federal de São Paulo. Escola Paulista de Medicina. Programa de Pós-Graduação em Cirurgia e Experimentação [Tese de doutorado]. São Paulo, 2006. 61f.
DA-SILVA, J. P.; LOURENÇO, S.; NICOC, M.; SILVA, F. H.; MARTINS, M. T.; COSTA-NEVES, A. Expression of laminin-5 and integrins in actinic cheilitis and superficially invasive squamous cell carcinomas of the lip. Pathology – Research and Practice, v. 208, n.10, p. 598– 603, 2012.
NEVILLE, B. W.; DAMM, D. D.; ALLEM, C. M.; BOUQUOT, J. E. Patologia Oral e Maxilofacial, 3ª Ed. São Paulo: Elsevier, 2009. 972f.